# Viru kontrakt
Viru kontrakt (Wierlands kontrakt, estniska: Viru praostkond) är ett kontrakt inom den Estniska evangelisk-lutherska kyrkan. Kontraktet omfattar större delarna av de båda landskapen Lääne-Virumaa (Västra Wierland) och Ida-Virumaa (Östra Wierland).

## Församlingar
- Haljala församling
- Iisaku församling
- Illuka församling
- Ilumäe församling
- Jõhvi församling
- Kadrina församling
- Kunda församling
- Käsmu församling
- Lüganuse församling
- Narva församling
- Narva-Jõesuu församling
- Pühajõe församling
- Rakvere församling
- Simuna församling
- Tamsalu församling
- Tudulinna församling
- Viru-Jaakobi församling
- Viru-Nigula församling
- Väike-Maarja församling